# FronteraD
FronteraD és una publicació digital nascuda el novembre de 2009. Impulsada pels periodistes madrilenys Alfonso Armada i Antonio Lafuente, és destacada com a exemple de periodisme narratiu a la xarxa. Els seus creadors afirmen que tenen l'objectiu de «trencar amb la dinàmica de l'actualització contínua i, a vegades, superficial, dels mitjans digitals tradicionals». Amb The New Yorker com a referent, afirmen haver-se inspirat en revistes com El Malpensante, Etiqueta Negra, Gatopardo i The Clinic. Tot i que inicialment FronteraD volia publicar-se en paper, la seva inviabilitat econòmica va fer que els seus impulsors optessin pel mitjà digital, on la revista s'actualitza setmanalment cada dijous amb cinc nous temes. Compta amb una xarxa de més de cinquanta blogs. Rep una mitjana de mil visites al dia i inicialment va comptar amb un local llogat a Madrid com a redacció. El 2013 va reunir el finançament necessari a través d'una campanya de micromecenatge per publicar una investigació sobre l'activitat de les empreses multinacionals espanyoles a l'Amèrica Llatina i va llançar una col·lecció d'assaig periodístic amb l'editorial Musa a las 9.